# Илим (компания)
АО «Группа „Илим“» («Илим») — крупнейшая российская целлюлозно-бумажная компания. Полное наименование — Акционерное общество «Группа „Илим“». Штаб-квартира «Илима» расположена в Санкт-Петербурге.

## История
Компания основана под названием ЗАО «Илим Палп Энтерпрайз» в 1992 году. Ряд СМИ без ссылок на учредительные документы сообщали, что в число соучредителей ЗАО «Финцелл», которое учредило компанию ЗАО «Илим Палп Энтерпрайз» помимо Захара Давидовича Смушкина и братьев Зингаревичей входил Дмитрий Медведев. При этом якобы в ЗАО «Финцелл» Медведеву принадлежало 50 %, а в «Илим Палп Энтерпрайз» — 20 %. На самом деле Медведев вошел в состав учредителей только в 1993 году, и был в компании директором по юридическим вопросам, в 1998 году состав учредителей и саму компанию он покинул.
В конце октября 2006 года было объявлено о подписании соглашения о том, что 50 % зарегистрированной в Швейцарии Ilim Holding, которая владела более чем 75 % плюс 1 акция целлюлозно-бумажных активов «Илим Палпа», будет продано американской лесопромышленной компании International Paper. При этом лесоперерабатывающие активы «Илим Палпа» в сделку не вошли. Позднее, в 2007 году, лесоперерабатывающие активы «Илима» были выделены в отдельную компанию «Илим Тимбер Индастри». Основной акционер АО «Группа «Илим» — швейцарская компания Ilim Holding SA, долями которой владеют россияне Захар Смушкин, Борис Зингаревич, Михаил Зингаревич и Леонид Ерухимович. До  2023 г. 50 % Ilim Holding SA принадлежала международной компании International Paper (IP). В сентябре 2023 г. российская компания ООО «Илим Глобал Тимбер Рус», завершила сделку по выкупу 50 % акций у International Paper, в результате контроль над активами бывшего СП перешел российским акционерам.

## Собственники и руководство
Владелец «Илима» — швейцарская компания Ilim Holding, долями которой владеют российские акционеры (в том числе председатель совета директоров группы З. Д. Смушкин, члены совета директоров Борис Зингаревич и Михаил Зингаревич, Леонид Ерухимович). 18 сентября 2023 г. было объявлено, что  американская International Paper завершила продажу 50% акций в швейцарской холдинговой компании Ilim SA, владеющей группой "Илим", российскому партнеру по СП – ООО "Илим Глобал Тимбер Рус".
Председатель совета директоров АО «Группа „Илим“» — З. Д. Смушкин, генеральный директор — Алексей Ломко. До этого компанию возглавлял Франц Йозеф Маркс и Пол Херберт.

## Деятельность

### Структура
В соответствии с Уставом, местонахождение АО «Группа „Илим“»: Санкт-Петербург, Россия.
- Общество имеет филиалы:
  - Филиал АО «Группа „Илим“» в городе Коряжме
  - Филиал АО «Группа „Илим“» в городе Братске
  - Филиал АО «Группа „Илим“» в городе Усть-Илимске
  - Филиал АО «Группа „Илим“» в Братском районе Иркутской области (посёлок Озёрный)
  - Филиал АО «Группа „Илим“» в Усть-Илимском районе Иркутской области (посёлок Невон)
  - Лесной филиал "АО «Группа „Илим“» в городе Коряжме
  - Проектный институт "Сибгипробум"
- Общество имеет представительства:
  - Пекинское представительство АО «Группа „Илим“» в Китае
  - Представительство АО «Группа „Илим“» в городе Архангельске
  - Представительство АО «Группа „Илим“» в городе Москве
  - Представительство АО «Группа „Илим“» в городе Иркутске

### Показатели деятельности
На предприятиях «Илима»  выпускается 77% всей российской товарной целлюлозы, 16% картона  и 25% российской бумаги, 3% гофроупаковки. Общий годовой объём производства целлюлозно-бумажной продукции компании в 2022 г. составил более 3,63 миллионов тонн.
Объём собственной заготовки древесины в 2007 составил 7,1 млн м³.
Общая численность персонала — около 17 тыс. человек. Оборот группы в 2007 году составил 19 млрд руб., чистая прибыль — 3 млрд руб. (по РСБУ с учётом реорганизации компании с 1 июля 2007 года).
Выручка в 2007 году по МСФО — $1,805 млрд. Выручка в 2022 году — 183,7 млрд руб., прибыль в 2022 году —  21,78 млрд руб.